# Uru
Uru（ウル）は、日本の女性シンガーソングライター。所属事務所はイドエンターテインメント。レコード会社はソニー・ミュージックエンタテインメント、レーベルはアソシエイテッドレコーズ。

## 略歴
- 2013年に自身のYouTubeチャンネルを開設。新旧問わず数々の名曲カバー及び、オリジナル曲の動画をアップ。楽曲の歌唱、演奏（主にキーボード）、アレンジ、プログラミング、動画の撮影・編集など、そのすべてを一人で行い、2016年6月のメジャーデビューまでに100本の動画を公開[2]。その結果、デビュー時点で総再生回数は4400万回以上、チャンネル登録者は14万人を越えるというアマチュアのシンガーソングライターとしては異例の実績を作った[3][4]。
- 2016年6月15日、シングル「星の中の君」でソニー・ミュージックアソシエイテッドレコーズからメジャーデビュー。デビュー後も本名・生年月日・出身地などのプロフィールは公表せず、「謎だらけのシンガー」として注目を集めた[3]。
- 2017年2月、3枚目のシングル「フリージア」がMBS・TBS系列のTVアニメ「機動戦士ガンダム 鉄血のオルフェンズ」の第2期EDテーマに起用された。
- 同年11月リリース、5枚目のシングル「奇蹟」が、TBS系列金曜ドラマ「コウノドリ」の第2シリーズ主題歌に起用された。
- 同年12月20日、自身初のオリジナルアルバム『モノクローム』をリリースした。
- 2018年10月9日に公式ファンクラブ「SABACAN」を開設。
- 2020年2月、TBS系日曜劇場「テセウスの船」の主題歌として、初のデジタルシングルとなる「あなたがいることで」を配信した。
- 同年3月18日、2枚目のオリジナルアルバム『オリオンブルー』を発売した。オリコンのCDチャートでは自己最高位となる4位を記録[5]、ダウンロードアルバムチャートでは1位を獲得した[6]。
- 同年3月30日、TBS系音楽番組「CDTVライブ!ライブ!」へ出演した（TV初出演）[7]。
- 同年9月、初のオンラインによるライブ、「Uru Online Live 2020『あなたと私』」を開催した[8]。
- 同年10月3日～12月26日、9枚目の両A面シングル「Break」が日本テレビ系アニメ「半妖の夜叉姫」のエンディングテーマに起用された。
- 同年11月、LiSAとのコラボシングルとなる「再会(produced by Ayase)」を配信リリース。また、YouTubeチャンネル「THE FIRST TAKE」へ初めて出演した。
- 同年12月、TBS系列テレビ・ラジオ「第62回 輝く!日本レコード大賞」にて「特別賞」を受賞。「あなたがいることで」「振り子」を歌唱した[9]。
- 2021年6月・7月、2016年のメジャーデビューから節目となる5周年に4都市（大阪府・愛知県・新潟県・東京都）にてライブツアー「Punctuation」を開催した（'Punctuation'は「句読点」という意味）。[10]
- 2021年11月13日、Uru Live 2021「To You」を東京国際フォーラム ホールAで開催。[11]
- 2022年7月〜11月、Uruにとって初の最大規模となる全国ホールツアー「Uru Tour 2022『again』」を開催（10会場11公演）。ツアータイトル「again」には節目を経て「再び新たなスタートを切る」という意味が込められている[12]。
- 2023年4月28日～8月12日、3rdアルバム『コントラスト』を引っ提げたホールツアー『Uru Tour 2023「contrast」』を全国12都市で全13公演開催。前回のツアーを超え、自身最大規模のツアーとなる[13][14]。
- 2024年6月15日、デビュー8周年を記念して、1stアルバムから3rdアルバムまでの初回生産限定盤（カバー盤）の収録内容を網羅した『Cover Complete Edition』をサプライズで配信リリースした[15]。

## ディスコグラフィ

### シングル

#### CDシングル
|      | 発売日            | タイトル           | 規格       | 規格品番                                 | オリコン | RIAJ認定                                                        | 初収録アルバム |
| ---- | ----------------- | ------------------ | ---------- | ---------------------------------------- | -------- | --------------------------------------------------------------- | -------------- |
| 1st  | 2016年6月15日     | 星の中の君         | CD+DVD     | AICL-3119〜20（初回限定盤）              | 22位     |                                                                 | モノクローム   |
| 1st  | 2016年6月15日     | 星の中の君         | CD         | AICL-3121（通常盤）                      | 22位     |                                                                 | モノクローム   |
| 2nd  | 2016年10月26日    | The last rain      | CD+DVD     | AICL-3199〜3200（初回生産限定盤）        | 57位     |                                                                 | モノクローム   |
| 2nd  | 2016年10月26日    | The last rain      | CD         | AICL-3201（通常盤）                      | 57位     |                                                                 | モノクローム   |
| 3rd  | 2017年2月15日     | フリージア         | CD+DVD     | AICL-3262〜63（初回生産限定盤）          | 25位     | ゴールド（シングルトラック）                                    | モノクローム   |
| 3rd  | 2017年2月15日     | フリージア         | CD         | AICL-3264（通常盤）                      | 25位     | ゴールド（シングルトラック）                                    | モノクローム   |
| 3rd  | 2017年2月15日     | フリージア         | CD         | AICL-3265（期間限定生産盤）              | 25位     | ゴールド（シングルトラック）                                    | モノクローム   |
| 4th  | 2017年6月7日      | しあわせの詩       | CD+DVD     | AICL-3333〜34（初回生産限定盤）          | 47位     |                                                                 | モノクローム   |
| 4th  | 2017年6月7日      | しあわせの詩       | CD         | AICL-3335（通常盤）                      | 47位     |                                                                 | モノクローム   |
| 5th  | 2017年11月8日     | 奇蹟               | CD+DVD     | AICL-3420〜3421（初回生産限定盤）        | 32位     | ゴールド（シングルトラック）                                    | モノクローム   |
| 5th  | 2017年11月8日     | 奇蹟               | CD         | AICL-3422（通常盤）                      | 32位     | ゴールド（シングルトラック）                                    | モノクローム   |
| 6th  | 2018年9月26日     | remember           | CD+Blu-ray | AICL-3560〜61（期間限定生産盤 アニメ盤） | 26位     |                                                                 | オリオンブルー |
| 6th  | 2018年9月26日     | remember           | CD         | AICL-3562（通常盤）                      | 26位     |                                                                 | オリオンブルー |
| 7th  | 2018年12月5日     | プロローグ         | CD+DVD     | AICL-3611〜2（初回生産限定盤）           | 11位     | ダブル・プラチナ（シングルトラック） ゴールド（ストリーミング） | オリオンブルー |
| 7th  | 2018年12月5日     | プロローグ         | CD         | AICL-3613（通常盤）                      | 11位     | ダブル・プラチナ（シングルトラック） ゴールド（ストリーミング） | オリオンブルー |
| 8th  | 2019年9月11日     | 願い               | CD+DVD     | AICL-3753〜4（初回限定盤）               | 19位     |                                                                 | オリオンブルー |
| 8th  | 2019年9月11日     | 願い               | CD         | AICL-3755（通常盤）                      | 19位     |                                                                 | オリオンブルー |
| 8th  | 2019年9月11日     | 願い               | CD+Blu-ray | AICL-3756〜7（アニメ盤）                 | 19位     |                                                                 | オリオンブルー |
| 9th  | 2020年10月28日    | Break/振り子       | CD+Blu-ray | AICL-3945〜6（初回限定盤）               | 17位     |                                                                 | コントラスト   |
| 9th  | 2020年10月28日    | Break/振り子       | CD         | AICL-3947（通常盤）                      | 17位     |                                                                 | コントラスト   |
| 9th  | 2020年10月28日    | Break/振り子       | CD+Blu-ray | AICL-3948〜9（期間生産限定盤）           | 17位     |                                                                 | コントラスト   |
| 10th | 2021年2月10日     | ファーストラヴ     | CD+Blu-ray | AICL-4006～7（初回生産限定盤）           | 10位     |                                                                 | コントラスト   |
| 10th | 2021年2月10日     | ファーストラヴ     | CD         | AICL-4008（通常盤）                      | 10位     |                                                                 | コントラスト   |
| 11th | 2021年8月25日     | Love Song          | CD+Blu-ray | AICL-4083（初回生産限定盤）              | 19位     | ゴールド（ストリーミング）                                      | コントラスト   |
| 11th | 2021年8月25日     | Love Song          | CD         | AICL-4085（通常盤）                      | 19位     | ゴールド（ストリーミング）                                      | コントラスト   |
| 12th | 2022年6月1日      | それを愛と呼ぶなら | CD+Blu-ray | AICL-4250～1（初回生産限定盤）           | 12位     | ゴールド（シングルトラック） ゴールド（ストリーミング）         | コントラスト   |
| 12th | 2022年6月1日      | それを愛と呼ぶなら | CD         | AICL-4252（通常盤）                      | 12位     | ゴールド（シングルトラック） ゴールド（ストリーミング）         | コントラスト   |
| 13th | 2023年6月7日      | 心得/紙一重        | CD+Blu-ray | AICL-4373～4（ドラマ盤）                 | 12位     |                                                                 | なし           |
| 13th | 2023年6月7日      | 心得/紙一重        | CD+Blu-ray | AICL-4375～6（アニメ盤）                 | 12位     |                                                                 | なし           |
| 14th | 2024年2月14日     | アンビバレント     | CD+Blu-ray | AICL-4506～7（初回生産限定盤）           | 9位      |                                                                 |                |
| 14th | 2024年2月14日     | アンビバレント     | CD         | AICL-4508（通常盤）                      | 9位      |                                                                 |                |
| 14th | 2024年2月14日     | アンビバレント     | CD+Blu-ray | AICL-4509～10（期間限定生産(アニメ)盤）  | 9位      |                                                                 |                |
| 15th | 2025年8月27日予定 | Never ends/手紙    | CD+Blu-ray |                                          | TBA      |                                                                 |                |
| 15th | 2025年8月27日予定 | Never ends/手紙    | CD         |                                          | TBA      |                                                                 |                |
| 15th | 2025年8月27日予定 | Never ends/手紙    | CD+Blu-ray |                                          | TBA      |                                                                 |                |

#### 配信限定シングル
|      | 配信日         | タイトル                                 | 規格                   | オリコン DS | JPN Hot | RIAJ認定                                                | 初収録アルバム | 出典          |
| ---- | -------------- | ---------------------------------------- | ---------------------- | ----------- | ------- | ------------------------------------------------------- | -------------- | ------------- |
| 1st  | 2020年2月9日   | あなたがいることで                       | デジタル・ダウンロード | 1位         | 6位     | プラチナ（シングルトラック） プラチナ（ストリーミング） | オリオンブルー |               |
| 2nd  | 2022年11月4日  | そばにいるよ                             | デジタル・ダウンロード | 17位        | -       |                                                         | コントラスト   | [ 26 ]        |
| 3rd  | 2023年1月23日  | 恋                                       | デジタル・ダウンロード | 27位        | -       |                                                         | コントラスト   | [ 27 ]        |
| 4th  | 2023年4月15日  | 紙一重                                   | デジタル・ダウンロード | 9位         | -       |                                                         | なし           | [ 28 ]        |
| 5th  | 2023年5月1日   | 心得                                     | デジタル・ダウンロード | 2位         | 20位    |                                                         | なし           | [ 29 ]        |
| 6th  | 2023年6月7日   | それを愛と呼ぶなら - From THE FIRST TAKE | デジタル・ダウンロード | -           | -       |                                                         | なし           | [ 21 ]        |
| 7th  | 2023年6月7日   | 振り子 - From THE FIRST TAKE             | デジタル・ダウンロード | -           | -       |                                                         | なし           | [ 21 ]        |
| 8th  | 2023年11月22日 | 「君の幸せを」                           | デジタル・ダウンロード | 8位         | -       |                                                         | なし           | [ 30 ]        |
| 9th  | 2025年3月18日  | 春 ～Destiny～                           | デジタル・ダウンロード | 4位         | -       |                                                         | なし           | [ 31 ] [ 32 ] |
| 10th | 2025年4月4日   | フィラメント                             | デジタル・ダウンロード | 5位         | -       |                                                         | なし           | [ 33 ] [ 32 ] |
| 11th | 2025年7月11日  | Never ends                               | デジタル・ダウンロード |             |         |                                                         | なし           | [ 34 ]        |
| 12th | 2025年8月13日  | 手紙                                     | デジタル・ダウンロード |             |         |                                                         | なし           | [ 35 ]        |

#### コラボレーション・シングル
|     | 発売日         | タイトル                 | 名義     | 規格                   | JPN Hot | RIAJ認定                                                | 初収録アルバム |
| --- | -------------- | ------------------------ | -------- | ---------------------- | ------- | ------------------------------------------------------- | -------------- |
| 1st | 2020年11月16日 | 再会 (produced by Ayase) | LiSA×Uru | デジタル・ダウンロード | 10位    | ゴールド（シングルトラック） ゴールド（ストリーミング） |                |

### アルバム

#### オリジナル・アルバム
|     | 発売日         | タイトル       | 規格       | 規格品番                                    | オリコン | RIAJ認定                     |
| --- | -------------- | -------------- | ---------- | ------------------------------------------- | -------- | ---------------------------- |
| 1st | 2017年12月20日 | モノクローム   | CD+Blu-ray | AICL-3454〜55（初回生産限定盤［映像盤］）   | 18位     |                              |
| 1st | 2017年12月20日 | モノクローム   | 2CD        | AICL-3456〜57（初回生産限定盤［カバー盤］） | 18位     |                              |
| 1st | 2017年12月20日 | モノクローム   | CD         | AICL-3458（通常盤）                         | 18位     |                              |
| 2nd | 2020年3月18日  | オリオンブルー | CD+Blu-ray | AICL-3840〜41（初回生産限定盤［映像盤］）   | 4位      | ゴールド（ゴールドディスク） |
| 2nd | 2020年3月18日  | オリオンブルー | 2CD        | AICL-3842〜43（初回生産限定盤［カバー盤］） | 4位      | ゴールド（ゴールドディスク） |
| 2nd | 2020年3月18日  | オリオンブルー | CD         | AICL-3844（通常盤）                         | 4位      | ゴールド（ゴールドディスク） |
| 3rd | 2023年2月1日   | コントラスト   | CD+Blu-ray | AICL-4323～4（初回生産限定盤［映像盤］）    | 4位      |                              |
| 3rd | 2023年2月1日   | コントラスト   | 2CD        | AICL-4325～6 （初回生産限定盤［カバー盤］） | 4位      |                              |
| 3rd | 2023年2月1日   | コントラスト   | CD         | AICL-4327（通常盤）                         | 4位      |                              |

### ミュージックビデオ
| 公開日         | タイトル               | 監督       | 出演               | 備考                                                              | 出典          |
| -------------- | ---------------------- | ---------- | ------------------ | ----------------------------------------------------------------- | ------------- |
| 2023年2月28日  | 脱・借りてきた猫症候群 | 安藤隼人   | 佐々木ありさ       | 作曲：Ayase、 振付：ホナガヨウコ アルバム「コントラスト」収録曲。 | [ 38 ]        |
| 2023年4月15日  | 紙一重                 | 大畑貴耶   | いのまいこ         |                                                                   | [ 39 ]        |
| 2023年5月29日  | 心得                   | 金野恵利香 | 菊池日菜子、瀧七海 |                                                                   | [ 40 ]        |
| 2023年11月22日 | 「君の幸せを」         | 大畑貴耶   | 茅島みずき         |                                                                   | [ 41 ]        |
| 2024年1月20日  | アンビバレント         | 大久保拓朗 | 當真あみ           |                                                                   | [ 42 ]        |
| 2025年4月4日   | フィラメント           | 稲垣理美   | 大山蒼生           |                                                                   | [ 43 ]        |
| 2025年8月13日  | 手紙                   | 谷本将典   | 服部樹咲           |                                                                   | [ 44 ] [ 45 ] |

### 参加作品
| タイトル                                                                | 規格 | 備考 |
| ----------------------------------------------------------------------- | ---- | --- |
| ドキュメンタリー映画「夢は牛のお医者さん」Original Sound Tracks         | CD   | 2014年3月29日に発売したドキュメンタリー映画「夢は牛のお医者さん」のサウンドトラック。 エンディングテーマを担当した「卒業写真」が収録されている。                                              |
| TVアニメ「機動戦士ガンダム 鉄血のオルフェンズ」Original Sound Tracks II | CD   | 2017年3月29日に発売したテレビアニメ「機動戦士ガンダム 鉄血のオルフェンズ」のサウンドトラック第2弾。 エンディングテーマを担当した3rdシングルの表題曲「フリージア」のTVサイズが収録されている。 |
| 機動戦士ガンダム 「鉄血のオルフェンズ COMPLETE BEST」                   | CD   | 2017年5月17日に発売したテレビアニメ「機動戦士ガンダム 鉄血のオルフェンズ」のサウンドトラック。 エンディングテーマを担当した3rdシングルの表題曲「フリージア」が収録されている。                |
| みんなのスキマスイッチ                                                  | CD   | 2024年5月29日に発売したスキマスイッチのトリビュート・アルバム。 スキマスイッチの楽曲「奏（かなで）」のカバーが収録されている。                                                                |

## タイアップ一覧
| 採用年 | 楽曲                     | タイアップ先                                                                                           | 出典   |
| ------ | ------------------------ | --- | ------ |
| 2014年 | 卒業写真                 | テレビ新潟配給ドキュメンタリー映画『夢は牛のお医者さん』主題歌                                         | [ 47 ] |
| 2016年 | 星の中の君               | イオンエンターテイメント配給映画『夏美のホタル』主題歌                                                 | [ 48 ] |
| 2016年 | すなお                   | NTT西日本ビジネスコールセンタWebCMソング                                                               | [ 49 ] |
| 2016年 | ホントは、ね             | Canon『PhotoJewel S』CMソング                                                                          | [ 50 ] |
| 2016年 | Sunny day hometown       | Canon『PIXAS』CMソング                                                                                 | [ 51 ] |
| 2017年 | 娘より                   | MBS開局65周年記念新春ドラマ特別企画『しあわせの記憶』主題歌                                            | [ 52 ] |
| 2017年 | フリージア               | MBS・TBS系列テレビアニメ『機動戦士ガンダム 鉄血のオルフェンズ』第2期エンディングテーマ                 | [ 53 ] |
| 2017年 | しあわせの詩             | 日本テレビ系日曜ドラマ『フランケンシュタインの恋』挿入歌                                               | [ 54 ] |
| 2017年 | 奇蹟                     | TBS系金曜ドラマ『コウノドリ 命についてのすべてのこと』第2シリーズ主題歌                                | [ 55 ] |
| 2018年 | 追憶のふたり             | ファントム・フィルム配給映画『悪と仮面のルール』主題歌                                                 |        |
| 2018年 | Binary Star              | テレビアニメ『銀河英雄伝説 Die Neue These』オープニングテーマ                                          | [ 56 ] |
| 2018年 | remember                 | アニプレックス配給アニメ映画『劇場版 夏目友人帳〜うつせみに結ぶ〜』主題歌                              | [ 57 ] |
| 2018年 | プロローグ               | TBS系火曜ドラマ『中学聖日記』主題歌                                                                    | [ 58 ] |
| 2019年 | 願い                     | MBS・TBS系列テレビアニメ『グランベルム』エンディングテーマ                                             | [ 59 ] |
| 2019年 | Scenery                  | MBS・TBS系列テレビアニメ『グランベルム』エンディングテーマ                                             | [ 60 ] |
| 2019年 | Funny Bunny              | 日本コカ・コーラ『アクエリアス』2019秋冬キャンペーンテレビCMソング                                     | [ 61 ] |
| 2020年 | あなたがいることで       | TBS系日曜劇場『テセウスの船』主題歌                                                                    | [ 62 ] |
| 2020年 | 振り子                   | 東宝配給映画『罪の声』主題歌                                                                           | [ 63 ] |
| 2020年 | Break                    | 読売テレビ・日本テレビ系列テレビアニメ『半妖の夜叉姫』10-12月期エンディングテーマ                      | [ 64 ] |
| 2020年 | 再会 (produced by Ayase) | SONY ワイヤレスノイズキャンセリングステレオヘッドセット『1000Xシリーズ』CMソング                       | [ 65 ] |
| 2021年 | ファーストラヴ           | KADOKAWA配給映画『ファーストラヴ』主題歌                                                               | [ 66 ] |
| 2021年 | 無機質                   | KADOKAWA配給映画『ファーストラヴ』挿入歌                                                               | [ 67 ] |
| 2021年 | Love Song                | フジテレビ系ドラマ木曜劇場『推しの王子様』主題歌                                                       | [ 68 ] |
| 2022年 | それを愛と呼ぶなら       | TBS系日曜劇場『マイファミリー』主題歌                                                                  | [ 69 ] |
| 2022年 | セレナーデ               | KADOKAWA 小説『セレナーデ』テーマソング                                                                | [ 70 ] |
| 2022年 | そばにいるよ             | ABEMAオリジナルシリーズ恋愛番組『私たち結婚しました SEASON 4』主題歌                                   | [ 26 ] |
| 2023年 | 紙一重                   | テレビ東京系列テレビアニメ『地獄楽』エンディングテーマ                                                 | [ 71 ] |
| 2023年 | 心得                     | フジテレビ系ドラマ月9『風間公親 -教場0-』主題歌                                                        | [ 29 ] |
| 2024年 | アンビバレント           | テレビアニメ『薬屋のひとりごと』第2クール オープニングテーマ                                           | [ 72 ] |
| 2024年 | 夜が明けるまで           | 『日本赤十字社』CMソング                                                                               | [ 73 ] |
| 2025年 | フィラメント             | 松竹配給映画『おいしくて泣くとき』主題歌                                                               | [ 33 ] |
| 2025年 | 春 ～Destiny～           | キリンビバレッジ「午後の紅茶」CMソング                                                                 | [ 74 ] |
| 2025年 | 手紙                     | ソニー・ピクチャーズ エンタテインメント・バンダイナムコフィルムワークス配給映画『雪風 YUKIKAZE』主題歌 | [ 75 ] |
| 2025年 | Never ends               | TBS系 金曜ドラマ 『DOPE 麻薬取締部特捜課』主題歌                                                       | [ 76 ] |

## 出演

### 音楽番組
- CDTV（TBSテレビ）
  - CDTVライブ!ライブ! 初回4時間SP（2020年3月30日）[77]
  - CDTVライブ!ライブ! クリスマス4時間スペシャル（2021年12月20日）[78]
  - CDTVライブ!ライブ!（2022年12月19日）
  - CDTVライブ!ライブ!（2023年1月30日）
- ミュージックステーションスーパーライブ（テレビ朝日)
  - ミュージックステーション（2020年4月3日）
  - ミュージックステーション ウルトラ SUPER LIVE 2020（2020年12月25日）[79]
  - ミュージックステーション（2023年2月10日）
- 『第62回 輝く！日本レコード大賞』（TBSテレビ）（2020年12月30日）